# Girigo (韓國電視劇)
《Girigo》（韓語：기리고），為Netflix預計於2026年上線公開的原創韓國劇集，由《Moving 異能》的朴允書導演執導，與朴鍾燮編劇共同合作打造。故事圍繞著被「Girigo」應用程式詛咒的高中生而展開，雖然這款應用程式聲稱可以實現願望，但很快就出現了不良後果，學生們必須爭分奪秒地揭開背後的險惡真相，逃脫其致命的魔爪。

## 演員陣容

### 主要人物
- 全昭映 飾演 世雅[1]

田徑部的成員，會毫不猶豫地幫助陷入困境的朋友，並試圖揭開「Girigo」隱藏的秘密。
- 康美娜 飾演 娜莉[1]

因其偶像般的外表而受到朋友們的歡迎，她不相信世雅所說的「Girigo」是詛咒媒介。
- 白善浩 飾演 建宇[1]

世雅的秘密男友，沉迷於奇怪的應用程式。
- 玄宇碩 飾演 河俊[1]

被朋友稱為“大腦”，對編碼有著濃厚興趣，系統性地接近圍繞「Girigo」的秘密。
- 李孝濟 飾演 亨旭[1]

喜歡和朋友一起玩耍的頑皮少年，偶然透過「Girigo」實現了自己的願望。

### 其他人物
- 全少妮 飾演 陽光[2]

河俊的姊姊，也是一名巫師。
- 盧載沅 飾演 鈴鐺[3]

與河俊、陽光糾纏不清。

### 特別出演
- 金詩雅[4]

## 外部連結
- Daum上《Girigo》的資料